# Transports en commun de Belfort
Optymo est le réseau de transports en commun à la fois urbain et périurbain desservant Belfort et le Territoire de Belfort créé en 2007 et complété en 2013 et 2014 par des services de vélos en libre-service et d'autopartage et qui est, cas unique en France hors Île-de-France, le réseau unique de tout un département soit 101 communes desservies.
Le réseau est exploité pour sa partie urbaine par la Régie des transports du Territoire de Belfort (RTTB) et pour sa partie suburbaine par des transporteurs privés via des contrats de délégation de service public (DSP), pour le compte de l'autorité organisatrice de la mobilité, le Syndicat mixte des transports en commun du Territoire de Belfort (SMTC 90).
Plus de 9,5 millions de voyageurs ont été transportés en 2014.

## Historique

### Les tramways dans le Territoire de Belfort
La Compagnie des tramways électriques de Belfort, fondée en 1897, a exploité de cette date jusqu'en 1952 jusqu'à deux lignes de tramway :
- ligne 1 : Gare centrale ↔ Place d'Armes, fermée dès 1913 ;
- ligne 2 : Gare centrale ↔ Valdoie.

De 1913 à 1948, la Compagnie des Chemins de fer d'intérêt local du Territoire de Belfort exploita plusieurs lignes et embranchements :
- Belfort ↔ Sochaux, fermée en 1938 ;
- Belfort ↔ Rechesy, fermée en 1932 ;
- Belfort ↔ Les Errues ↔ Etueffont-Haut, la dernière à fermer, en 1948 ;
- Les Errues ↔ Rougemont-le-Château (embranchement), fermé en 1936 ;
- Les Errues ↔ Lachapelle-sous-Rougemont (embranchement), fermé en 1936.

### Du trolleybus à l'autobus
Après 1952, une ligne de trolleybus a succédé à l'ancien tramway. L'ancienne CTEB laisse sa place à la Société des trolleybus urbains de Belfort (STUB), société d'économie mixte dont la ville de Belfort détient 40 % des parts à partir de mars 1956. L'exploitation se fait à l'aide de trolleybus Vétra VBR, au nombre de 9, sur l'unique ligne entre la gare de Belfort et Valdoie.
En 1958, la STUB achète son premier autobus pour assurer du transport scolaire, vers un établissement non desservi par le trolleybus. En 1963, elle achète un Vétra VBRh d'occasion provenant de l'ancien réseau de trolleybus de Strasbourg. Dans le même temps, les autocars Cardot mettent en place à titre expérimental une desserte du quartier des Résidences avec la ligne de la pépinière, en passant par Madrid et Blum.
En 1964, livraison de deux autobus Saviem : un AHH/V 522 de grande capacité et un SC 6 de moyenne capacité. L'année suivante, l'exploitation à un agent (suppression du receveur) est instaurée et la billetterie simplifiée. Une desserte du quartier des Glacis est mise en place à partir du 15 septembre 1966.
En 1967, la ville décide, dans un souci de rationalisation des transports et de faire des économies, de rétrocéder à la STUB l'ensemble des lignes des autocars Cardot, ainsi que quatre autobus Verney. En 1970 la STUB commande quatre Brossel BL 55 S.
L'année 1972 est marquée par la suppression du trolleybus. Le matériel devenant obsolète et Vétra ayant fait faillite en 1964, la STUB se tourne alors vers l'autobus, plus flexible en termes d'exploitation. Tout en conservant son sigle, le nom de la société est changé en Société des transports urbains de Belfort. Un cinquième et dernier Brossel est mis en service.
En 1976, quatre Berliet PR 100 PA sont mis en service, et le réseau est réorganisé autour de cinq lignes :
- 1 : Valdoie ↔ Gare ;
- 2 : Place d'armes ↔ Résidences ;
- 3 : Place d'armes ↔ Bavilliers (route de Froideval) ;
- 4 : Gare ↔ Glacis ;
- 5 : Place d'armes ↔ Le Mont.

### La Compagnie des transports de la région de Belfort
Le SMTC 90 est créée en 1979 à la suite d'une volonté de réformer la gérance des transports départementaux,. Mais aussi, au mois de novembre, est créée la CTRB qui remplace l'ancienne STUB. La ville de Belfort devient actionnaire majoritaire (51 %) de la CTRB, et le conseil général du Territoire de Belfort le devient aussi.
En avril 1980, le réseau est restructuré autour de six lignes exploitées à l'aide de 29 autobus :
- 1 : Valdoie ↔ Résidences
- 2 : Belfort ↔ Prés d'Aumont
- 3 : Glacis ↔ Cravanche
- 4 : Le Mont ↔ Danjoutin
- 5 : Essert ↔ Froideval
- 6 : Bavilliers ↔ Belfort

Un réseau est mis en place à Delle et le réseau périurbain est composé des lignes suivantes, complétés par le ramassage scolaire :
- 15 : Belfort ↔ Vézelois
- 16 : Belfort ↔ Roppe
- 17 : Belfort ↔ Évette-Salbert
- 18 : Belfort ↔ Sermamagny
- 19 : Belfort ↔ Éloie

En 1983, l'ancien dépôt datant de l'époque des tramways est abandonné au profit de nouvelles installations à Danjoutin.
En 1989 le réseau est restructuré, tandis que le réseau suburbain est affrété à d'autres transporteurs :
- 1 : Valdoie ↔ Résidences
- 2 : Prés d'Aumont ↔ Glacis
- 3 : Cravanche ↔ Pépinière
- 4 : Le Mont ↔ Bavilliers
- 5 : Essert ↔ Danjoutin
- 6 : Froideval ↔ Offemont / Roppe

En 1991, le réseau reçoit ses premiers Renault R312, l'identité visuelle change.
En 1997, le réseau reçoit ses premiers autobus à plancher bas : les Renault Agora. La CTRB fête un siècle de transports à Belfort.
L'année 2001 voit la mise en place de la billétique « Pass N'go » et de la nouvelle livrée « Un monde en commun ». En juin, la communauté de l'Agglomération Belfortaine rachète les parts détenues précédemment par la ville de Belfort dans la CTRB.
En 2003, la ligne 10 est créée entre la vieille-ville et le quartier de la Méchelle.
Le 31 décembre 2006 au soir, la CTRB disparaît au profit de la RTTB (Régie des transports du Territoire de Belfort), un établissement public à caractère industriel et commercial (EPIC).

### La Régie des transports du Territoire de Belfort et Optymo
Ce réseau fait suite à la CTRB, la Compagnie de transports de la région de Belfort, qui avait été fondée en 1979
. L'ancien réseau devait se moderniser. En effet depuis sa création en 1979, il n'avait pas connu de véritables changements et n'était plus adapté aux attentes des utilisateurs. Il a nécessité plus de deux ans de réflexion.
Le nouveau réseau Optymo est mis en service le 16 juillet 2007. Il est doté du système d'aide à l'exploitation (SAE), et de nombreux travaux réalisés durant le printemps et l'été 2007 permettent aux lignes urbaines d'avoir une fréquence de 10 min de 7 h à 19 h et de 40 min en soirée, une fréquence de 20 min le samedi matin et de 10 min l'après-midi. Des sites propres au centre-ville ont été créés, la voirie a été améliorée, et le nombre d'arrêts a été revu en respectant une distance de 300 m entre eux.
Le réseau urbain au 20 août 2007 :
- 1 : Résidences ↔ Valdoie via Vieille-Ville
- 2 : Cravanche ↔ Valdoie via Vieille-Ville
- 3A : Éloie ↔ Châtenois-les-Forges
- 3B : Chaux ↔ Morvillars via Valdoie et la gare de Belfort
- 4 : Justice ↔ Pépinière via la gare de Belfort
- 5 : Essert ↔ Liberté
- 6 : Bavilliers ↔ Liberté
- 7 : Offemont ↔ Vieille-Ville
- Service spécial : Z.I. Bavilliers ↔ Liberté
- Service spécial : Cravanche Centre ↔ Vieille-Ville
- Service spécial : Z.I. Danjoutin ↔ Liberté
- Service spécial : Essert - Bois Joli ↔ Liberté
- Service spécial : Froideval - Berger ↔ Résistance
- Service spécial : Miotte - Christ Schad ↔ Vieille-Ville
- Service spécial : CAT de Danjoutin ↔ 4 As
- Service spécial : CAT des Errues ↔ Benoît Frachon

Le réseau suburbain au 20 août 2007,, :
- 11 : Belfort - Vieille-Ville ↔ Fontaine
- 21 : Belfort - Vieille-Ville ↔ Vézelois
- 30 (Circulaire en sens anti-horaire) : Morvillars → Beaucourt → Delle → Morvillars
- 31 (Circulaire en sens horaire) : Morvillars → Delle → Beaucourt → Morvillars
- 37 : Chaux ↔ Lepuix-Gy
- 71 (Circulaire en sens anti-horaire) : Offemont → Les Errues → Rougemont-le-Château → Étueffont → Offemont
- 72 (Circulaire en sens horaire) : Offemont → Les Errues → Étueffont → Rougemont-le-Château → Offemont
- Ligne directe : Belfort - IUT ↔ Montbéliard
- Navette urbaine de Delle
- Transport à la demande du Pays sous vosgien : Correspond à la communauté de communes du Pays Sous Vosgien, plus Giromagny, Valdoie et Masevaux

Le système de billetterie a également changé le 20 août 2007. Le paiement à bord des bus a été supprimé. Les usagers peuvent opter entre des tickets à acheter auprès des commerçants dépositaires ou un abonnement avec une carte à puce gratuite. Avec la carte, seuls les voyages effectués sont facturés, mensuellement. Au-delà d'un certain nombre de voyages avec la carte à puce, les trajets supplémentaires sont gratuits. On peut également acheter à tout moment un titre de transport dématérialisé, à l'aide d'un téléphone portable : en cas de contrôle, il suffit de montrer le message reçu (SMS), qui atteste la transaction.
Le 29 octobre 2007, le TAD est revu autour de trois zones couvrant 77 communes : Nord (complément des lignes 3, 37 et 71/72), Est (complément des lignes 11, 21 et 71/72) et Sud Agglo (complément des lignes 3, 21 et 30/31).
Le 1er janvier 2008, une nouvelle flotte de bus fonctionnant au GPL a été mise en service sur les lignes urbaines et suburbaines. Le 7 janvier, le réseau subit ses premières adaptations : Prolongement de la 37 jusqu'à Belfort 4 As, via Chaux, Valdoie et la zone Techn'hom, provoquant la suppression de la branche de la 3 jusqu'à Chaux, et des lignes 71 et 72 au lycée Courbet de Belfort. Un quatrième secteur TAD, Sud-Territoire, est créé en juillet pour les communes qui ne bénéficiaient pas encore du TAD.
Le 27 juin 2009 le réseau Optymo a mis en place une nouvelle ligne, la ligne 8 « Cœur de Ville » qui dessert le centre ville de Belfort et sa vieille ville. Depuis le 20 juillet 2009 il est possible d’acheter son ticket de bus par SMS, ce qui constitue une première en France.
Le 14 juin 2010, les bus urbains furent prolongés jusqu'à 22 h 30, voire 23 h en fin de ligne. Le 10 octobre 2010, un service plus complet le dimanche a été mis en place sur tout le département.
Le 1er janvier 2011, le TAD est renommé Optymo à la demande, la ligne S11 disparaît. Le 14 février 2011, les lignes 6 et 7 fusionnent pour former une nouvelle ligne 6. Le 1er juillet 2011, la ligne S2 est supprimée. Le 11 décembre 2011, les lignes 3 et 30 sont prolongées jusqu'à 23h30 pour desservir la gare de Belfort - Montbéliard TGV.
Le 21 décembre 2012, une partie du nouveau réseau a été mise en place, les lignes 8, S10 et les lignes directes (LD) de Beaucourt et Delle sont supprimées. Le 22 avril 2013, le système de vélo en libre service est mis en place sur 21 stations dans Belfort.
Le 26 août 2013, le réseau urbain de Belfort et son agglomération est transformé en réseau Bus à haut niveau de service avec une fréquence de 5 min sur la ligne 1 et le tronc commun de la ligne 2, une fréquence de 10 min sur les lignes 4, 5, et le tronc commun de la ligne 3, et une fréquence de 30 min sur les lignes suburbaines, voire 15 min sur des tronçons communs. Pour cela, 4,5 km de transport en commun en site propre ont été aménagés sur 15 stations, soit 7,6 km de TCSP cumulés sur l'ensemble du réseau. Cinq lignes régulières empruntent les sites propres. Les voies TCSP représentent environ 40 % du parcours de la ligne 1 et 30 % des parcours des lignes 2 à 5.
Différents aménagements urbains ont été également réalisés :
- au centre-ville de Belfort, la mise en place de la plate-forme TCSP en béton strié ;
- la création ou le réaménagement de pôles d'échanges dont Gare, Madrid-Follereau, République et Valdoie Mairie-Blumberg ;
- l'installation des stations de bus à haut niveau de service
- la création d'un parking-relais à proximité de la gare de Belfort ;
- la réorganisation du plan de circulation en centre-ville et la fluidification du trafic automobile en aménageant les carrefours saturés aux heures de pointe sur les boulevards qui contournent la ville ;
- l'installation de stations d'autopartage et de vélo en libre service (les stations sont réparties à Belfort dans la première couronne belfortaine).

Depuis le 30 mars 2015, selon des raisons budgétaires invoquées, les fréquences des lignes urbaines passent à 7 min 30 s au lieu de cinq (ligne 1 et tronc commun de la ligne 2), celles à 10 min passent à 15 min (lignes 4 et 5), excepté la ligne 3 (qui dessert la gare TGV) qui reste inchangée (deux bus sur trois pour la gare TGV, un sur trois pour Châtenois-les-forges, mais desserte combinée le soir et pendant les vacances). Les lignes suburbaines ne sont pas affectées par cette diminution de services, à l'exception de la ligne B qui passe intégralement en transport à la demande. Par le même temps, quelques prolongements ponctuels ont lieu : ligne 2 prolongée jusqu'à Argiésans six fois par jour et la ligne 4 est prolongée jusqu'à Froideval six fois par jour également.
Depuis l'hiver 2015, le « Bus des neiges » à destination du ballon d'Alsace n'est plus effectué par le réseau Optymo en raison du coût jugée trop élevé pour le SMTC déficitaire et cherchant à faire des économies. La régie du Ballon d'Alsace a signé une convention avec le conseil départemental du Territoire de Belfort et la Chambre de commerce et d'industrie pour reprendre le service, exploité par LK Horn.
En mars 2016, le SMTC 90 rompt le contrat avec la société TRF, assurant une partie du réseau suburbain, en raison des défaillances à répétition et des plaintes nombreuses des usagers envers l'exploitant : retards, manque d'entretien des véhicules et même excès de vitesse. Le 22 mars 2016 la société TRF est placée en liquidation judiciaire, et cessera toute activité le 30 avril 2016.
Un nouvel appel d'offres a été lancé pour l'exploitation du nouveau réseau périurbain qui entre en service le 2 mai 2016 et qui est principalement caractérisé par la suppression du transport à la demande en raison d'économies budgétaires, ce service coûtant 2,5 millions d'euros par an et ayant été, selon le directeur du SMTC, dévoyé de son but originel et le « transport à la demande est devenu un service de taxis surtout pour les jeunes » et qu'en conséquence « [les] bus tournent ainsi partout et parfois à vide ». Cette restructuration entraîne une diminution de 13 % de l'offre kilométrique. L'appel d'offres a été remporté par les compagnies LK / Horn et Transdev Grand Est pour les lignes régulières et une partie des scolaires, et les sociétés Autocars Maron et Saadibus pour les lignes scolaires. Le 17 mai 2016, la ligne 9 est créée pour desservir le quartier de La Miotte à Belfort à la place de la ligne 24, en raison de la saturation de la circulation dans le quartier. Le 6 juillet de la même année, la ligne N1 est renommée et devient la ligne 8.

## Le réseau

### Le réseau de bus
Le réseau Optymo est découpé en plusieurs « sous-réseaux », s'articulant autour de six pôles d'échange :
- Le réseau urbain constitué des cinq lignes BHNS (1 à 5) et de deux navettes (8 et 9) mises en place dans le cadre du projet Optymo 2 depuis le 26 août 2013, sauf la 9 créée en 2016, desservant principalement Belfort, les communes de la 1re couronne belfortaine : Bavilliers, Cravanche, Danjoutin, Essert, Offemont et Valdoie, tout ou partie de quelques communes de la 2e couronne belfortaine (via les lignes 3, 5 et 8) : Andelnans, Botans, Châtenois-les-Forges, Éloie, Evette-Salbert, Moval, Meroux, Sevenans, Trévenans et une commune de Haute-Saône : Châlonvillars ;
- Le réseau suburbain constitué de sept lignes principales (20 à 26) et de onze lignes secondaires (30 à 40) desservant le reste du Territoire de Belfort, dont Delle, et une commune du Doubs : Badevel, ce réseau est réduit à quatre lignes (90 à 93) les dimanches et jours fériés ;
- La ligne Express entre Belfort et Montbéliard ;
- Des lignes scolaires desservant les collèges et lycées de l'agglomération ;
- Le TPMR, ou Transport de personnes à mobilité réduite, un transport à la demande spécialisé ;
- Une navette estivale Nautibus vers le lac de Malsaucy.

Des services de vélos en libre-service et d'autopartage viennent compléter l'offre.
La proximité avec le territoire de Pays de Montbéliard Agglomération fait qu'il est possible de faire des correspondances avec le réseau Evolity en dehors de la ligne X : Les lignes 26, 36, 37 et 93 desservant Beaucourt bénéficient d'une correspondance avec la ligne F d'Evolity. Le terminus de la ligne 3 à Châtenois-les-Forges offre une correspondance avec la ligne E d'Evolity qui y effectue elle aussi son terminus, sauf les dimanches et jours fériés.
Le transport des personnes à mobilité réduite est assurée par deux services. L'ensemble des bus urbains possède une rampe d'accès située sur la porte centrale qui, combinée au quai des stations, permettent un accès aisé aux bus. L'autre service est celui de navettes destinées aux personnes souffrant d'un handicap les empêchant d'utiliser le réseau classique. Il fonctionne en porte-à-porte, sans arrêt prédéfini, du lundi au samedi et est accessible avec le Pass Optymo uniquement, un trajet coûtant 2. La plupart des bus suburbains possède aussi une rampe d'accès.

#### Identité visuelle

##### Logos

Logo utilisé depuis 2007.

##### Livrée des véhicules
La livrée est constituée à partir de véhicules peint en gris clair sur lesquels sont rajoutés des adhésifs :
- à l'avant : frise colorée, la forme peut varier selon le modèle ;
- à l'arrière : couleurs du réseau avec le logo Optymo intégré au centre ;
- sur les faces latérales, en dessous des vitres : base majoritairement noire avec le logo du réseau et sur une partie à l'arrière, la frise colorée ;
- sur les faces latérales, au-dessus des vitres : la frise colorée qui court le long du véhicule.

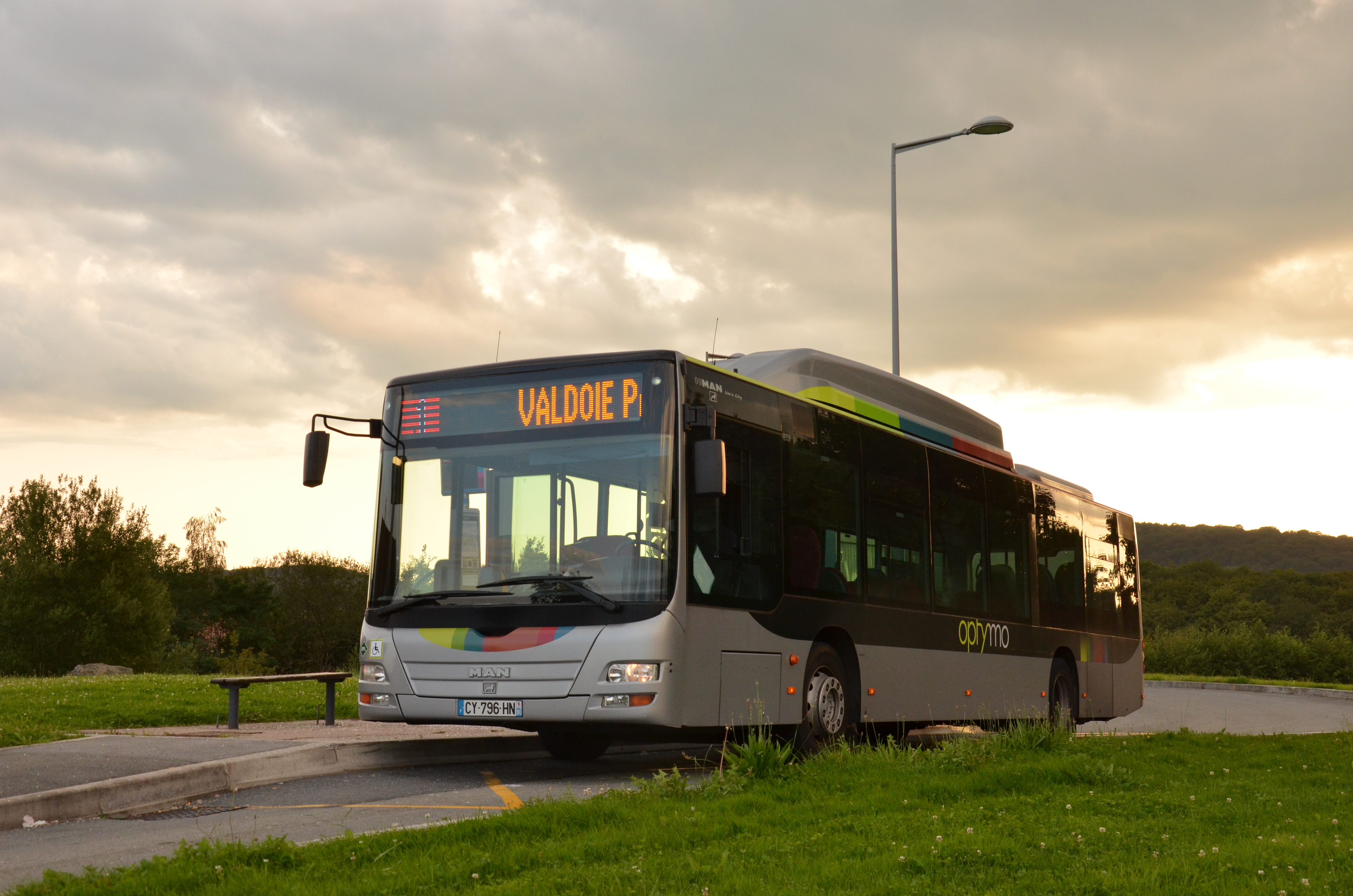
Livrée des véhicules depuis 2007.

### Vélos en libre service
Mis en place le 22 avril 2013 avec 200 vélos et 21 stations, ce service de vélos en libre-service est composé en 2016 de 260 vélos et de 30 stations réparties sur les communes de Bavilliers, Belfort, Cravanche, Essert, Offemont et Valdoie,. Il est accessible en permanence tous les jours, même à des heures avancées de la nuit, quand le réseau de bus ne fonctionne pas.

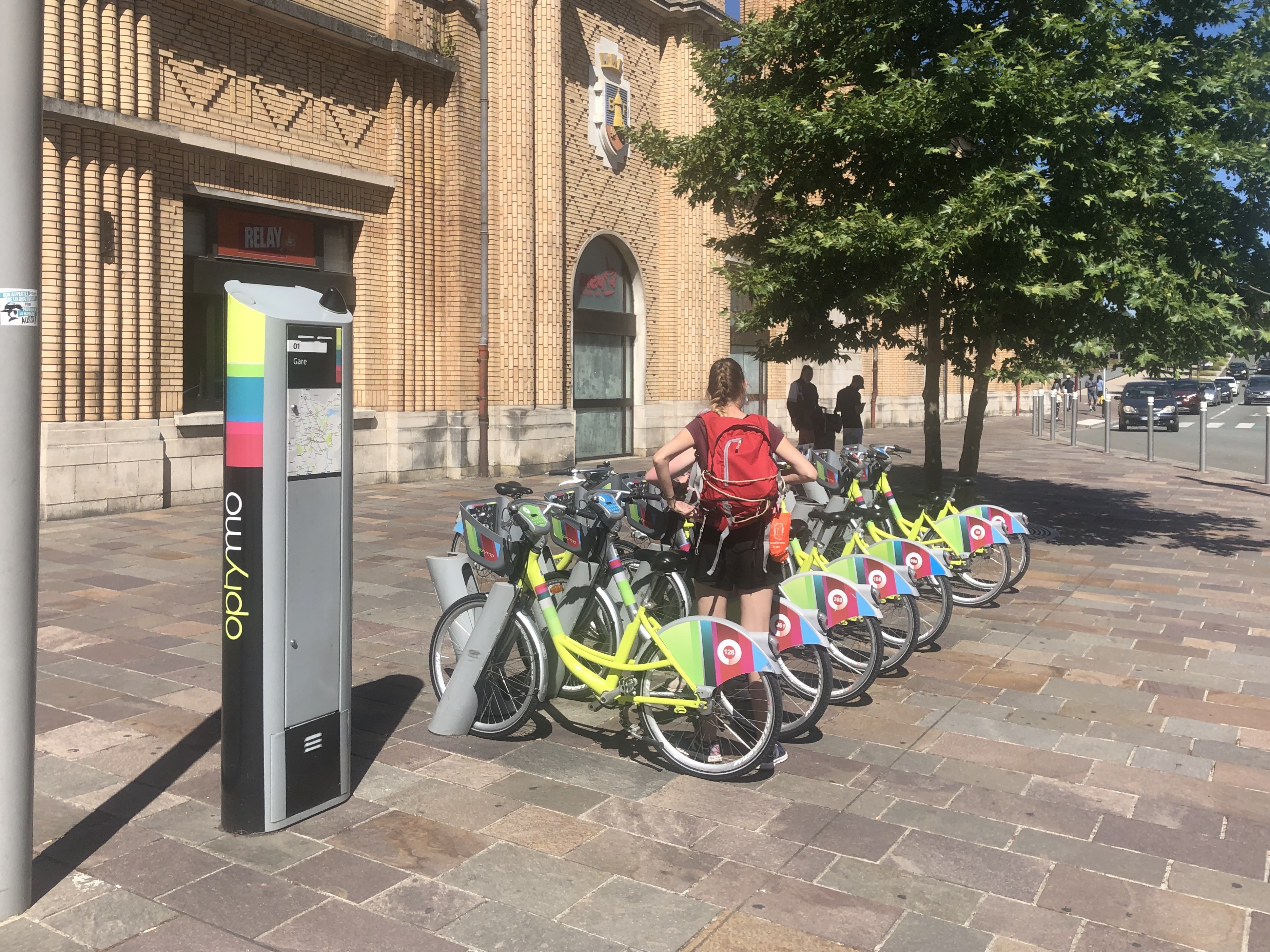
Station Vélo Optymo de la Gare de Belfort

Les 30 stations sont les suivantes :
Belfort :
- 01 - Gare
- 02 - Corbis
- 03 - République
- 04 - Bibliothèque
- 05 - ATRIA
- 06 - Rabin
- 07 - Maison du Peuple
- 08 - Techn'hom Étang
- 09 - Techn'hom IUT
- 12 - 1re Armée
- 13 - Marché Vosges
- 14 - Bohn
- 15 - Courbet
- 16 - Étang des Forges
- 17 - Madrid
- 18 - Kennedy
- 19 - Pépinière-Miellet
- 20 - Multiplexe
- 21 - Laurencie
- 30 - Sainte-Thérèse

Cravanche :
- 10 - Techn'hom Découverte
- 11 - Techn'hom Cravanche

Offemont :
- 22 - Offemont Maire
- 23 - Offemont Romaine

Bavilliers :
- 24 - Bavilliers Mairie
- 25 - Argiésans

Essert :
- 26 - Essert Carrières
- 27 - Essert Mairie

Valdoie :
- 28 - Valdoie Mairie
- 29 - Valdoie Turenne

### Autopartage
Mis en place le 20 janvier 2014, ce service d'autopartage est composé en 2017 de 79 véhicules et d'une cinquantaine de stations réparties sur les communes de Bavilliers, Belfort, Essert, Cravanche, Danjoutin, Offemont et Valdoie,,,. Il est accessible en permanence tous les jours, même à des heures avancées de la nuit, quand le réseau de bus ne fonctionne pas et permet même un usage pour des longs trajets comme Belfort-Paris par exemple.
Quatre modèles sont mis à disposition, avec un choix de carrosseries variés :
- Peugeot 207+ (Citadine) ;
- Peugeot 208 (Citadine) ;
- Peugeot Bipper (Petit utilitaire) ;
- Renault Mégane III Estate (Break).

Les tarifs de la location incluent le coût de la location, de l'assurance et du carburant du véhicule.

### Pôles d'échanges

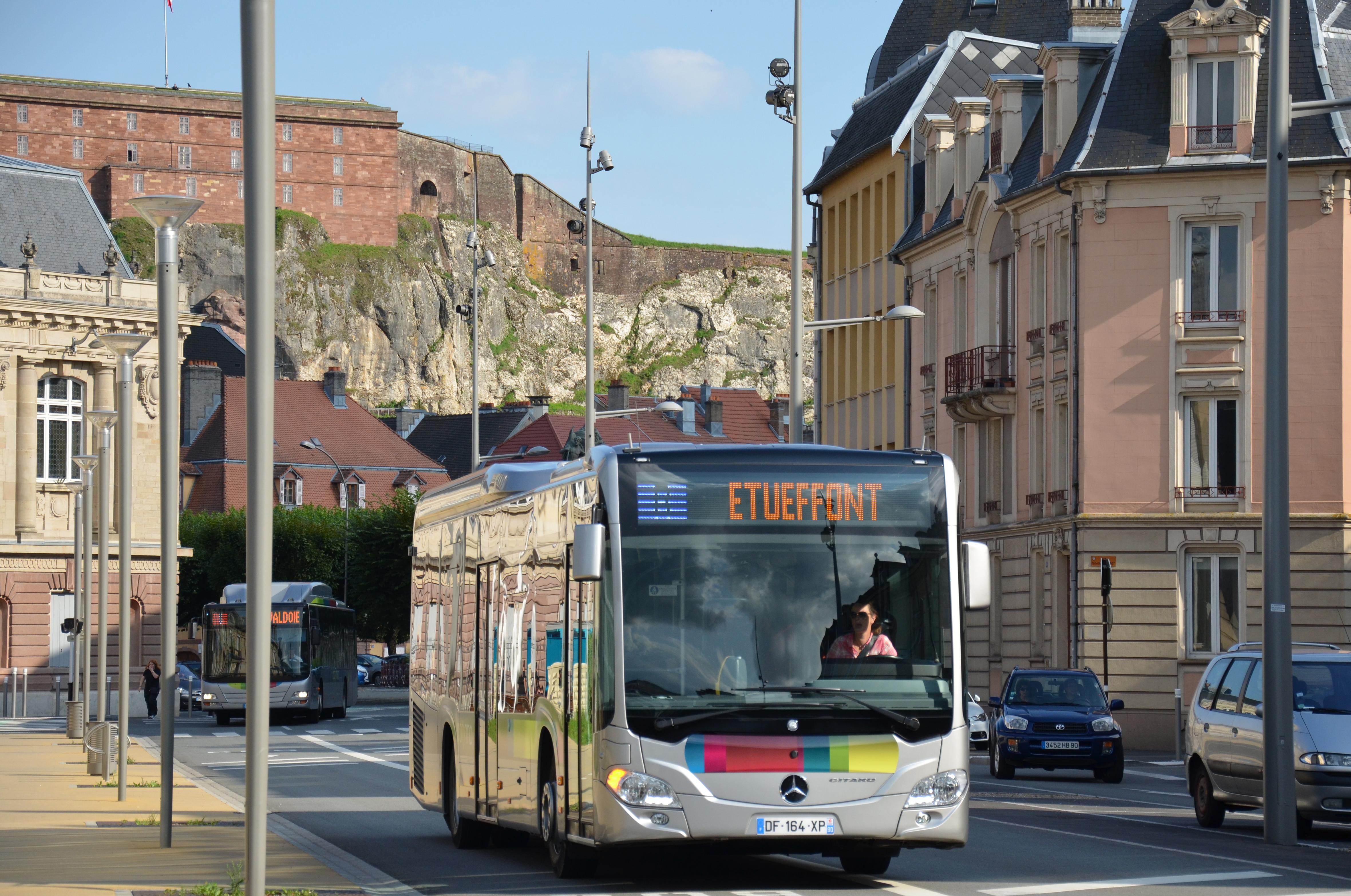
Un Mercedes-Benz Citaro LE C2 de l'ancienne ligne R, près du pôle d'échanges République.

Le réseau Optymo compte plusieurs pôles d'échanges en milieu urbain et en milieu suburbain.
| Pôle d'échanges | Commune | Lignes desservant le pôle | Intermodalité                                                               |
| --------------- | ------- | --- | --------------------------------------------------------------------------- |
| Gare            | Belfort | à l'arrêt Gare : - Lignes urbaines : 1 2 3 - Lignes suburbaines : 90 91 92 - Autres : X                                      | VLS Autopartage SNCF : TER, Intercités Autres : Lignes saônoises (Ligne 10) |
| Liberté         | Belfort | à l'arrêt Madrid : - Lignes urbaines : 1 2 4 à l'arrêt Follereau : - Lignes urbaines : 3 5 8                                 | VLS Autopartage                                                             |
| République      | Belfort | à l'arrêt République : - Lignes urbaines : 1 2 9 - Lignes suburbaines : 21 22 23 24 32 33 34 35                              | VLS Autopartage                                                             |
| Delle — Gare    | Delle   | - Lignes suburbaines : 25 36 37 38 93                                                                                        | CFF : RegioExpress                                                          |
| Gare TGV        | Meroux  | à l'arrêt Gare TGV : - Lignes urbaines : 3 - Lignes suburbaines : 24 25 26 35 93                                             | SNCF : TGV, TGV Lyria                                                       |
| Blumberg-Mairie | Valdoie | - Lignes urbaines : 1 3 - Lignes suburbaines : 20 30 31 90 Note : Pôle composé de deux arrêts desservi par les mêmes lignes. | VLS                                                                         |

## Exploitation

### Matériel roulant
L'ensemble de la flotte de la RTTB destinée au réseau urbain est constitué au 1er janvier 2025 de :
- 17 standards MAN Lion's City dont : 13 exemplaires acquis en 2007, roulants au GPL et 4 exemplaires acquis en 2013, roulants au gazole et répondant aux normes Euro 6;
- 6 autobus articulés MAN Lion's City G acquis en 2013, roulants au gazole et répondant aux normes Euro 6 ;
- 30 standards MAN Lion's City acquis en 2019, roulant au gazole et en technologie mild-hybride, répondant à la norme Euro 6 step d ;
- 2 minibus Mercedes Sprinter City 35 acquis en 2018, roulant au gazole et répondant à la norme Euro 6.
- 7 standards Vanhool A12 à motorisation hydrogène, acquis en 2023 et détruit dans le cadre d'un incendie au dépôt le 02/01/2025[36].

En 2025, 8 véhicules articulés Solaris Urbino à motorisation hydrogène viendront compléter la flotte existante.
Les transporteurs privés du réseau suburbain utilisent divers véhicules, dont des Mercedes-Benz Citaro C1 Facelift LE Ü, Mercedes-Benz Citaro C2 LE Ü et des Mercedes-Benz Sprinter, roulants au gazole.

### Dépôt
Le dépôt bus se situe Rue des 3 Réseaux à Danjoutin.

### Sécurité
Tous les bus du réseau urbain sont équipés de plusieurs caméras de vidéo surveillance.

### Tarification et financement
Le système tarifaire du réseau ne compte pas de zones tarifaire, ni de vente de titres à bord des bus. Il repose essentiellement sur une carte de transport unique, le pass Optymo, et sur le post-payement : l'usager ne paye qu'après avoir utilisé l'un des modes de transport du réseau, de ce fait il n'y a pas d'abonnements au mois ou à l'année sur le réseau Optymo, la facturation s'effectuant le cas échéant le 15 du mois suivant le mois où l'utilisateur a voyagé ; s'il n'a pas utilisé le réseau durant un mois, l'utilisateur ne paye rien.
Les utilisateurs occasionnels peuvent acheter des tickets classiques, des tickets par SMS ou par l'application smartphone Nord Franche-Comté Mobilités. Un ticket un trajet coûte 1,50 € si achat par SMS, via Nord Franche-Comté Mobilités, aux distributeurs à la gare TGV ou à la gare de Belfort-ville et 1 si achat via le pass Optymo, avec un coût plafonné à 36 € (13 € en tarif réduit) par mois,.
Le ticket journée coûte 3,60 €, 12 € pour dix voyages et 14 € en formule hebdomadaire, ils sont en vente dans les agences Optymo et dans les relais. Le ticket groupe existe pour cinq, dix ou quinze personnes et vendu respectivement 5, 10 ou 15 €, dans les agences Optymo uniquement.
Pour les services de vélo et d'autopartage, dont l'accès nécessite la détention d'un pass Optymo, la tarification se décline comme suit :
- vélos en libre-service : 0,02 € la minute, soit 1,20 € pour une heure de location ;
- autopartage : 1 € de l'heure + 0,20 € le kilomètre.

Les anciens combattants et les veuves de guerre ou d'anciens combattants, âgés de 70 ans ou plus, peuvent voyager gratuitement à condition de disposer de la carte Mimosa. D'autres titres spécifiques existent pour les utilisateurs se déplaçant dans l'aire urbaine Belfort-Montbéliard, dont des titres combinés avec le réseau Evolity de Montbéliard.